# Sándor Tarics
Sándor Tarics (Boedapest, 23 september 1913 – Belvedere, Californië, 21 mei 2016) was een Hongaars waterpoloër.
Sándor Tarics nam als waterpoloër succesvol deel aan de Olympische Spelen van 1936. Hij speelde twee wedstrijden mee, scoorde daarin twee doelpunten en veroverde met zijn team een gouden medaille.
Later begon hij met succes een architectenbureau in San Francisco. Tarics was vanaf het overlijden van de Italiaan Attilio Pavesi de oudste levende olympisch kampioen.
Hij overleed in mei 2016 op 102-jarige leeftijd.
- Library of Congress Control Number: no2019127276
- Virtual International Authority File: 4919156811377645390000

Jenő Brandi · 
Mihály Bozsi · 
György Bródy · 
Olivér Halassy · 
Kálmán Hazai · 
Márton Homonnai · 
György Kutasi · 
István Molnár · 
János Németh · 
Miklós Sárkány · 
Sándor Tarics